# 1 (album des Beatles)
Cet article concerne l’album des Beatles. Pour l’année, voir 1. Pour le nombre, voir 1 (nombre).
Albums de The Beatles
Yellow Submarine Songtrack
(1999) Let It Be… Naked
(2003)
Albums des meilleurs succès des Beatles
20 Greatest Hits
(1982)
1 est un album des Beatles, paru le 13 novembre 2000 au Royaume-Uni et le jour suivant aux États-Unis. Il s'agit d'une compilation qui regroupe les vingt-sept titres des Beatles qui ont figuré en tête des ventes dans ces deux pays et remasterisés pour l'occasion. La compilation elle-même a aussitôt atteint la première place dans les palmarès du Royaume-Uni le 25 novembre 2000 pour neuf semaines et des États-Unis, le 2 décembre suivant.
Avec 32 millions de copies vendues, 1 est un des albums les plus vendus au monde et détient le record de l'album le plus vendu de la décennie 2000,,. En moyenne, un millier de copies se vendent chaque semaine depuis sa sortie.
Une réédition, avec des remastérisations de 2009, a été publiée le 2 septembre 2011 et une série de nouvelles rééditions, étoffées par l'inclusion de vidéoclips, a été publiée le 6 novembre 2015 et a atteint encore une fois le top 10 des classements au Royaume-Uni, aux États-Unis, au Canada et ailleurs.

## Historique
En 1966, lorsque le groupe enregistrait l'album Sgt. Pepper's Lonely Hearts Club Band et qu'aucun nouveau disque n’était prévu avant la très lucrative période des fêtes de Noël, Parlophone publia le disque A Collection of Beatles Oldies. Ce fut le seul disque des meilleurs succès des Fab Four publié pendant les années 1960 en Angleterre. En 1973 seront finalement publiés les deux albums doubles des grands succès des Beatles intitulés The Beatles 1962–1966 et 1967–1970. La publication de l'album 20 Greatest Hits a été mis en marché en 1982 et compilait les chansons signées Lennon/McCartney qui ont atteint la première place des palmarès. Une version britannique et une autre américaine ont été commercialisées car douze chansons n'ont pas atteint le sommet des charts dans l'un ou l'autre de ces pays.
Avec l'arrivée des disques compacts, qui permettaient l'inclusion d'un plus grand nombre de chansons sur un seul disque, l'occasion se présentait de publier tous les numéros 1 du groupe dans ces deux pays sur un seul disque en y incluant Something de George Harrison mais sans For You Blue qui a aussi atteint le sommet du palmarès billboard pendant les semaines du 13 et 17 juin 1970. La chanson Please Please Me n'est pas incluse car certaines listes anglaises de l'époque indiquent qu'elle n'a atteint que la seconde place même si d'autres la placent en première. Comme l'enregistrement originel du 45 tours de Love Me Do, avec Ringo Starr à la batterie, ne s'était classé qu'à la 17e position, c'est la seconde version, avec Andy White et placée sur l'album en plus du 45 tours américain, qui a atteint le sommet du palmarès dans ce pays. On y plaça donc cette version dans cette collection.
Cette publication est devenue un succès commercial phénoménal.

## Pochette
Le chiffre « 1 », stylisé et de couleur jaune sur un fond rouge, figure sur le devant de la pochette. Ailleurs dans le packaging, une mosaïques de ce même design pour la première tuile suivie de vingt-six répétitions mais avec des couleurs différentes sont placés dans un bloc de quatre par sept complétés du logo bien connu du groupe sur la dernière tuile.
En 1967, NEMS Entreprises, qui gérait l'image des Beatles, engage le photographe américain Richard Avedon pour faire des portraits des quatre membres du groupe. Début août, une première série de portraits, dont le montage est surnommé mount Rushmore, est effectuée et publiée l'année suivante dans un article de magazine et réutilisée 10 ans plus tard pour la pochette du disque Love Songs. Le 17 août 1967, une seconde séance photo a lieu  et un effet Sabatier (en) est utilisé pour transformer ces épreuves en une œuvre de pop art psychédélique. Le magazine américain Look offre l'opportunité d'acheter ces photos par la poste et le journal anglais Daily Express fait de même pour le public britannique. Pour le reste de l'Europe, le magazine Stern offre la collection dans ses points de ventes habituels dans une boîte-souvenir. Une édition japonaise est également produite. À l'aube du nouveau millénaire, pour la mise en marché de cette nouvelle compilation de chansons, ces quatre portraits sont utilisés sur la couverture arrière du boitier CD et sur la dernière page du livret accompagnateur. Pour l'édition 33-tours double, c'est dans la partie centrale de la pochette que ces portraits seront imprimés en plus d'être offertes en affiches individuelles (21 X 28,5 cm).
Pour compléter le tout, on y voit l'illustration des pochettes des 45-tours de toutes ces chansons venant de diverses éditions internationales. Pour la version 33 tours, un poster (57 X 85,5 cm) contenant 126 de ces images est inclus. Seize de celles-ci (tous des doublons sauf une par face) sont placées sur une des faces des enveloppes des deux disques. La liste des chansons et autres informations techniques se retrouvent au verso. Un court texte écrit par George Martin est inclus. Dans la version CD, avec les textes, 167 illustrations de pochettes sont placées dans le livret; chaque titre avec ses variantes internationales et des notes d'enregistrement et de publication sur une page.

## Clip
Pour accompagner la mise en ligne du site web officiel des Beatles et de la sortie simultanée de cet album compilation, un vidéoclip de la chanson Come Together a été publié sur internet. Utilisant de l'animation Flash avec seulement 8 MB d'information, les ordinateurs peu performants de l'époque pouvaient ainsi faire tourner ce clip. On le retrouve aujourd'hui sur le premier DVD qui est inclus dans la réédition de 2015 de cette collection.

## Liste des chansons
Toutes les chansons sont de John Lennon et Paul McCartney, sauf Something de George Harrison. Les pièces tirées des faces A de 45 tours sont représentées par le symbole ƒA et 2ƒA représente un single à double faces A. Bien que certaines pistes aient été publiées sur des albums, toutes l'ont aussi été en singles, cependant, celles suivies d'un astérisque, seulement en Amérique du Nord.
| 1.  | Love Me Do (mono)           | Please Please Me - 1962   | 2:19 |
| 2.  | From Me to You              | ƒA - 1963                 | 1:56 |
| 3.  | She Loves You (mono)        | ƒA - 1963                 | 2:22 |
| 4.  | I Want to Hold Your Hand    | ƒA - 1963                 | 2:27 |
| 5.  | Can't Buy Me Love           | ƒA - 1964                 | 2:11 |
| 6.  | A Hard Day's Night          | A Hard Day's Night - 1964 | 2:29 |
| 7.  | I Feel Fine                 | ƒA - 1964                 | 3:11 |
| 8.  | Eight Days a Week *         | Beatles for Sale - 1964   | 2:44 |
| 9.  | Ticket to Ride              | ƒA - 1965                 | 3:05 |
| 10. | Help!                       | Help! - 1965              | 2:18 |
| 11. | Yesterday *                 | Help! - 1965              | 2:05 |
| 12. | Day Tripper                 | 2ƒA - 1965                | 2:46 |
| 13. | We Can Work It Out          | 2ƒA - 1965                | 2:15 |
| 14. | Paperback Writer            | ƒA - 1966                 | 2:23 |
| 15. | Yellow Submarine            | Revolver - 1966           | 2:38 |
| 16. | Eleanor Rigby               | Revolver - 1966           | 2:05 |
| 17. | Penny Lane                  | 2ƒA - 1967                | 3:02 |
| 18. | All You Need Is Love        | ƒA - 1967                 | 3:48 |
| 19. | Hello, Goodbye              | ƒA - 1967                 | 3:27 |
| 20. | Lady Madonna                | ƒA - 1968                 | 2:15 |
| 21. | Hey Jude                    | ƒA - 1968                 | 7:05 |
| 22. | Get Back                    | ƒA - 1969                 | 3:10 |
| 23. | The Ballad of John and Yoko | ƒA - 1969                 | 3:00 |
| 24. | Something (Harrison)        | Abbey Road - 1969         | 3:02 |
| 25. | Come Together               | Abbey Road - 1969         | 4:16 |
| 26. | Let It Be                   | ƒA - 1970                 | 3:50 |
| 27. | The Long and Winding Road * | Let It Be - 1970          | 3:37 |

## Première réédition
En 2009, le catalogue complet du groupe a été remastérisé. Le 2 septembre 2011, on publie le disque 1 avec ces mêmes mixages et le disque remonte encore une fois au sommet des charts

## Seconde réédition
Albums de The Beatles
The Japan Box
(2014) The Beatles: Live at the Hollywood Bowl
(2016)
Albums des meilleurs succès des Beatles
The Beatles 1962–1966 (2023 Edition)
(2023)
Le 15 septembre 2015, Apple annonce la réédition du disque 1 et la mise en marché, le 6 novembre suivant, d'éditions incluant des vidéoclips et autres suppléments. Parmi les 50 clips publiés dans cette collection, tous restaurés image par image, seulement dix avaient été inclus au complet dans le télé-documentaire Anthology et 18 autres sous forme d'extraits. Les autres vidéos ont été retrouvées dans les archives ou créées depuis à partir d'images souvent inédites. Ces clips sont, entre autres, des films promotionnels créés par le groupe (comme Penny Lane), nouvellement créés (Love Me Do), des clips produits pour accompagner des sorties posthumes du groupe (Baby It's You) ou des films restaurés de prestations télévisuelles (She Loves You) ou sur scène (A Hard Day's Night) de l'époque. En supplément, pour quelques titres, on y retrouve des commentaires audio de Paul McCartney et des présentations filmées de Ringo Starr.
À sa sortie, cette réédition retrouve la première position dans les palmarès mondiaux.

### The Beatles 1: CD ou33 tours
Ce disque contient les mêmes chansons mais avec de nouveaux mixage audio en stéréo par Giles Martin avec Sam Okell aux studios Abbey Road.
Une nouvelle réédition vinyle, 180 grammes, a été publiée le 4 décembre 2015 qui inclut les quatre portraits d'Avedon sous forme d'affiches.

### The Beatles 1: CD avec DVD ou Blu-ray
Le CD audio est le même que le précédent mais on retrouve sur le second disque des vidéoclips de chacune de ces chansons avec le son mixé en 5.1 Dolby Digital et DTS HD surround. Ce disque vidéo (DVD ou Blu-ray) a aussi été mis en vente seul sans le disque audio.

#### Liste des clips du1erdisquevidéo
Le descriptif est tiré du matériel publicitaire d'Apple Records , sauf indication contraire.
1. Love Me Do - Un nouveau clip utilisant des images tournées le 27 août 1963 au Little Theatre de Southport pour l'émission The Mersey Sound de la BBC.
2. From Me to You - Une prestation filmée au Prince of Wales Theatre de Londres lors du Royal Variety Show (en) le 4 novembre 1963.
3. She Loves You - Enregistrée en direct à la télévision suédoise le 30 octobre 1963 pour l'émission Drop In. Quelques jours avant cet enregistrement, la presse britannique évoquait pour la première fois le phénomène de la « Beatlemania »[22]
4. I Want to Hold Your Hand - Tirée de l'émission Late Scene Extra filmée le 25 novembre 1963 pour la chaîne de télévision Granada.
5. Can't Buy Me Love - Les images sont tournées le 28 avril 1964 pour l'émission spéciale Around The Beatles qui sera diffusée en mai. La trame sonore inédite est enregistrée le 19 avril 1964.
6. A Hard Day's Night - C'est une prestation sur la scène du palais des sports de Paris, le 20 juin 1965.
7. I Feel Fine - Filmée aux studios Twickenham le 23 novembre 1965. C'est un des dix films, de cinq chansons différentes, qui ont été tournés pendant cette journée par le jeune réalisateur Joe McGrath[6] pour satisfaire à la demande mondiale des télédiffuseurs.
8. Eight Days a Week - Ce clip est un montage inédit filmé au concert du Shea Stadium à New York le 15 août 1965. Même si cette chanson n'a pas été jouée lors de ce spectacle, on peut voir la frénésie qui entourait le groupe à cette époque.
9. Ticket to Ride - Un autre film tiré de la séance aux studios Twickenham le 23 novembre 1965.
10. Help! - Encore un autre film tiré de la séance aux studios Twickenham le 23 novembre 1965. Celui-ci est moins connu.
11. Yesterday - La prestation de Paul McCartney au Ed Sullivan Show à New York, enregistré le 14 août 1965 et diffusé le mois suivant, la veille de la sortie du single américain.
12. Day Tripper - La deuxième des trois versions de ce clip qui ont été filmées aux studios Twickenham le 23 novembre 1965.
13. We Can Work It Out - La seconde des trois versions de ce clip qui ont été filmées aux studios Twickenham le 23 novembre 1965.
14. Paperback Writer - Filmé en 35 mm et en couleur au parc Chiswick dans l'ouest de Londres par le réalisateur Michael Lindsay-Hogg.
15. Yellow Submarine - Ce clip est un nouveau montage utilisant les images du film d'animation homonyme.
16. Eleanor Rigby - Ce clip est tiré du film Yellow Submarine.
17. Penny Lane - Produit à l'époque par le réalisateur suédois Peter Goldmann, ce clip a été tourné à Stratford à Londres, au parc Knole dans le Kent et, évidemment, à Liverpool. Dans les commentaires accompagnant ce clip, Ringo raconte la crainte qu'il ressentait sur sa monture[22],[n 3].
18. All You Need Is Love - Enregistré en noir et blanc du studio 1 d'Abbey Road, le 25 juin 1967 et diffusée en direct autour du monde pour l'émission Our World (en). Cette version a été colorisée pour la sortie de l'émission Anthology en 1995.
19. Hello, Goodbye - Ce film promotionnel a été filmé au théâtre Saville (en) de Londres le 10 novembre 1967.
20. Lady Madonna - Avant leur voyage en Inde, le groupe se retrouve dans le studio 3 d'Abbey Road le 11 février 1968 pour enregistrer la chanson Hey Bulldog. Ils y seront filmés et ces images seront utilisés pour ce film promotionnel.
21. Hey Jude - Tourné aux Twickenham Film Studios le 4 septembre 1968, pour l'émission télé Frost On Sunday animée par David Frost.
22. Get Back - Clip promotionnel qui accompagnait la sortie de ce single. Il a été filmé sur le toit du studio des Beatles du 3 Savile Row à Londres.
23. Ballad of John and Yoko - Ce nouveau clip comprend des images inédites prises lors du tournage du film Let It Be et des séquences personnelles tournées à Amsterdam, Londres, Paris et Vienne.
24. Something - Ce film promotionnel met en scène l'auteur de la chanson George Harrison et sa femme Pattie dans leur domaine Kinfauns à Esher, Ringo et Maureen à Elstead dans leur domaine appelé Brookfield, tous deux dans le comté de Surrey, John et Yoko à Tittenhurst Park à Ascot dans le Berkshire et Paul et Linda à Mull of Kintyre, dans leur ferme en Écosse[23].
25. Come Together - Ce clip d'animation a été créé en 2000 par Melon Dezign pour le lancement du site web officiel du groupe et de la sortie originale du disque 1.
26. Let It Be - Ce clip promotionnel a été produit pour accompagner la sortie du single en 1970. Le montage était différent de ce qui était présenté dans le long métrage Let It Be.
27. The Long and Winding Road - Ce clip est intégralement tiré du film Let It Be.

Suppléments

Commentaires audio de Paul McCartney pour les clips :
- Penny Lane
- Hello, Goodbye
- Hey Jude

Introductions filmées de Ringo Starr pour les clips :
- Penny Lane
- Hello, Goodbye
- Hey Jude
- Get Back[24]

### The Beatles 1+: CD avec 2 DVD ou 2 Blu-ray
Cette édition limitée est en fait un livre à couverture rigide de 124 pages incluant le CD audio et le premier disque vidéo de l'édition précédente en plus d'un second DVD ou Blu-ray comprenant plusieurs autres vidéoclips. Les portraits d'Avedon ont disparu et la reproduction des images des pochettes internationales des 45 tours en petit format tapissent maintenant les pages internes de la couverture sur lesquelles les trois disques sont fixés. Un texte de présentation de Mark Ellen (en), des descriptifs de toutes les chansons et vidéoclips signés Richard Havers et le texte original de George Martin sont inclus.

#### Liste des clips du2edisquevidéo
L'astérisque dénote une version alternative d'une vidéo déjà incluse.
1. Twist & Shout - Enregistrée le 14 août 1963 pour l'émission Scene at 6:30 de la chaîne de télévision Granada.
2. Baby It's You - Un des deux clips de cette chanson qui furent produits pour la sortie du maxi accompagnant la collection Live At The BBC en 1995. Dans cette version, on y voit des images couleur du groupe prises à l'extérieur du studio « Paris » (en) de la BBC à Londres par Kevin Neill, le guitariste du Karl Denver Trio (en)[25].
3. Words of Love - Ce clip promotionnel de la composition de Buddy Holly, enregistrée pour la radio, accompagnait la sortie du disque On Air - Live at the BBC Volume 2 en 2013. Le visuel est un montage d'images de l'époque augmentées d'animations humoristiques.
4. Please Please Me - Cette prestation a été enregistrée le 9 février 1964 au Ed Sullivan Show et diffusée le 23 du même mois.
5. I Feel Fine - Un autre clip tourné aux studios Twickenham le 23 novembre 1965. Les images du groupe en train de manger des « fish and chips » n'étaient pas au goût de Brian Epstein qui en ordonna l'archivage[22].
6. Day Tripper * - Tirée d'une émission spéciale intitulée The Music of Lennon & McCartney diffusée à la mi-décembre 1965.
7. Day Tripper * - Un autre clip tourné au Twickenham Film Studios le 23 novembre 1965. Chaque membre du groupe porte son costume de scène de leur spectacle au Shea Stadium; des vestons aux collets « Nehru ».
8. We Can Work It Out * - Une autre version de ce clip tourné aux studios Twickenham le 23 novembre 1965. Lennon, jouant de l'orgue, fait de son mieux pour initier un fou-rire à ses camarades[22].
9. Paperback Writer * - Enregistré sur vidéo à Abbey Road, le 19 mai 1966, ce clip a été diffusé au Ed Sullivan Show. Entouré du groupe, Ringo Starr en fait une courte présentation pour la mise en onde originale.
10. Rain - Filmée en couleur à la Chiswick House dans le West London le 20 mai 1966.
11. Rain * - Cette seconde version, cette fois en noir et blanc, est un nouveau montage fait à partir de séquence tournées le 19 mai 1966 aux studios Abbey Road.
12. Strawberry Fields Forever - Réalisé par Peter Goldmann, ce film a été tourné à Knole Park dans le Kent, les 30 et 31 janvier 1967[n 4].
13. Within You Without You/Tomorrow Never Knows - Ces chansons ont été combinées par Giles Martin pour le spectacle Love du Cirque du Soleil qui a été mis en scène en juin 2006 à Las Vegas. La vidéo a été produite pour accompagner la sortie du disque le 20 novembre suivant.
14. A Day in the Life - Filmé dans le Studio 1 à Abbey Road le 10 février 1967. Les musiciens classiques qui devaient être en habits de soirée portaient aussi des faux nez et des chapeaux amusants[n 4].
15. Hello, Goodbye * - Dans ce second clip, toujours au Saville Theater de Londres le 10 novembre 1967, on voit les Beatles habillés normalement, sans leurs habits de Sgt Pepper.
16. Hello, Goodbye * - Une troisième version qui comprend des images des deux premiers vidéos et qui inclut des images inédites de ce tournage.
17. Hey Bulldog - Réutilisant un nouveau montage des images tournées 1968 lors de l'enregistrement de cette chanson mais qui furent utilisées pour le clip de Lady Madonna, ce film promotionnel a été produit en 1999 pour accompagner la réédition du film Yellow Submarine.
18. Hey Jude * - Cette vidéo est un nouveau montage des deux autres performances enregistrées le 4 septembre 1968 pour l'émission de David Frost. L'animateur fait une présentation différente de celle du premier DVD.
19. Revolution - Une des deux versions de cette chanson enregistrée le même jour que Hey Jude. John Lennon la chante en direct accompagné de Paul McCartney et George Harrison pour la majorité des chœurs. Le reste des chœurs et l'instrumentation, incluant le piano électrique joué par Nicky Hopkins, vient de la bande maîtresse originale.
20. Get Back * - Ce montage d'images tirées des séances du film Let It Be a été produit pour la sortie du disque Let It Be... Naked en 2003.
21. Don't Let Me Down - Produite, elle aussi, pour la sortie du disque Let It Be... Naked, cette vidéo est un montage des images des deux prestations sur le toit des bureaux d'Apple Records sur Savile Row près de Piccadilly Circus à Londres.
22. Free as a Bird - La sortie d'Anthology 1 a permis de réunir les Beatles sur une maquette audio originellement composée et enregistrée par Lennon. La vidéo de Joe Pytka met en scène la thématique de plusieurs chansons du groupe vu au travers les yeux d'un oiseau en vol. Le remixage audio de cette chanson présente des différences notables avec la version précédente[26].
23. Real Love - Réalisé par Geoff Wonfor et le vidéaste Kevin Godley, ex-membre du groupe 10cc, cette vidéo d'une autre démo de Lennon finalisée par le groupe, a été produite pour la sortie de la compilation Anthology 2 en 1996[27].

Suppléments

Introduction filmée de Ringo Starr et commentaires audio de Paul McCartney pour le clip Strawberry Fields Forever.

## Rééditionspatial audio
En mars 2021, Giles Martin a produit une version spatial audio de cette compilation disponible sur Apple Music.

## Classements et certifications
| Pays             | Durée du classement | Meilleur classement |
| ---------------- | ------------------- | ------------------- |
| Allemagne        | 76 semaines         | 1er                 |
| Australie        | 68 semaines         | 1er                 |
| Autriche         | 62 semaines         | 1er                 |
| Belgique (W)     | 245 semaines        | 1er                 |
| Belgique (V)     | 284 semaines        | 1er                 |
| Canada           | 114 semaines        | 1er                 |
| Danemark         | 24 semaines         | 2e                  |
| Espagne          | 131 semaines        | 1er                 |
| États-Unis       | 422 semaines        | 1er                 |
| Finlande         | 24 semaines         | 1er                 |
| France           | 35 semaines         | 1er                 |
| Italie           | 128 semaines        | 1er                 |
| Mexique          | 18 semaines         | 29e                 |
| Norvège          | 43 semaines         | 1er                 |
| Nouvelle-Zélande | 38 semaines         | 1er                 |
| Pays-Bas         | 94 semaines         | 1er                 |
| Portugal         | 27 semaines         | 4e                  |
| Royaume-Uni      | 265 semaines        | 1er                 |
| Suède            | 37 semaines         | 1er                 |
| Suisse           | 67 semaines         | 1er                 |

| Pays             | Certification | Ventes      | Date       |
| ---------------- | ------------- | ----------- | ---------- |
| Allemagne        | 11 × Or       | 2 750 000 + | 2007       |
| Australie        | 10 × Platine  | 700 000 +   | 2009       |
| Autriche         | 3 × Platine   | 150 000 +   | 30/01/2001 |
| Belgique         | 5 × Platine   | 200 000 +   | 2007       |
| Canada           | Diamant       | 1 000 000 + | 07/02/2001 |
| États-Unis       | 11 × Platine  | 11 000 000+ | 08/03/2010 |
| France           | 2 × Platine   | 600 000 +   | 21/12/2000 |
| Italie           | Platine       | 50 000 +    | 2013       |
| Nouvelle-Zélande | 15 × Platine  | 225 000 +   | 15/02/2016 |
| Pays-Bas         | 2 × Platine   | 100 000 +   | 2001       |
| Royaume-Uni      | 11 × Platine  | 3 300 000 + | 24/03/2017 |
| Suisse           | 3 × Platine   | 150 000 +   | 2001       |

## TheBeatlesVEVO
Tous les clips des Beatles sont aujourd'hui disponibles en ligne dans le canal TheBeatlesVEVO sur YouTube.

### Autres clips
Dans les films A Hard Day's Night, Help! du réalisateur Richard Lester et surtout Magical Mystery Tour réalisé par les Beatles assisté de Bernard Knowles, les images accompagnant certaines des chansons sont montées comme des clips.
Un vidéoclip a été produit en 1982 pour accompagner la sortie du montage Beatles Movie Medley utilisant les images des différents films du groupe et de la prestation de All You Need Is Love de l'émission Our World. Comme ce 45 tour maladroit est tombé dans l'oubli, et ce, pour des raisons évidentes, le clip n'a pas été inclus.
Utilisant des images d'astronomie, le clip pour la version « Wildlife » de Across the Universe est produit en 2008 par la NASA pour coïncider avec la diffusion de la chanson vers l'étoile polaire, mais celui-ci n'a pas été retenu pour cette compilation.
Depuis la publication de cette collection en 2015, d'autres vidéoclips des Beatles ont été publiés :
- While My Guitar Gently Weeps, à la suite de la refonte du spectacle Love en 2016[50].
- Boys, pour accompagner la sortie du documentaire The Beatles: Eight Days a Week en 2016.
- Glass Onion, le 30 octobre 2018, pour promouvoir les éditions du cinquantième anniversaire de l'« Album blanc »[51].
- Back in the U.S.S.R., le 7 novembre 2018, une lyric video pour la même occasion que le précédent[52].
- Here Comes the Sun, le 26 septembre 2019, pour promouvoir les éditions célébrant le cinquantième anniversaire de l'album Abbey Road[53].
- Taxman, sortie le 14 octobre 2022, une lyrics video d'animation, réalisée par Danny Sangra, deux semaines avant la mise en marché de l'album Revolver remixé[54].
- I'm Only Sleeping, sortie le 1er novembre 2022, réalisé, sur plusieurs mois, par l'artiste Em Cooper (en) qui a peint à la main chacune des images du clip sur celluloïd[55].
- Here, There and Everywhere est mis en ligne le 7 décembre 2022 pour la réédition de l'album Revolver. Cette animation est l'œuvre de Rok Predin[56].
- Now and Then est réalisé par Peter Jackson et mis en ligne le 3 novembre 2023[57] et une lyric video sort un an plus tard[58].
- Let It Be, dans une nouvelle mouture, en écran divisé, de la version de la chanson tirée de l'album[59], est publié le 10 mai 2024, deux jours après la ressortie du film homonyme[59]. Pour ce clip, Michael Lindsay-Hogg utilise autant que possible des images inédites[60].